# Trône de Dagobert
Pour les articles homonymes, voir Trône (homonymie).
Le trône de Dagobert ou fauteuil de Dagobert, est un siège en bronze du haut Moyen Âge mentionné pour la première fois par l'abbé Suger au milieu du XIIe siècle, et qui faisait partie du trésor de Saint-Denis. Traditionnellement, il est désigné comme le trône de Dagobert, mais aucune source historique fiable n'atteste précisément de cette fonction. Il est conservé au département des Monnaies, Médailles et Antiques de la Bibliothèque nationale de France.
Des copies en bois de ce trône ont été réalisées (sièges et fauteuils dits Dagobert).

## Histoire du trône

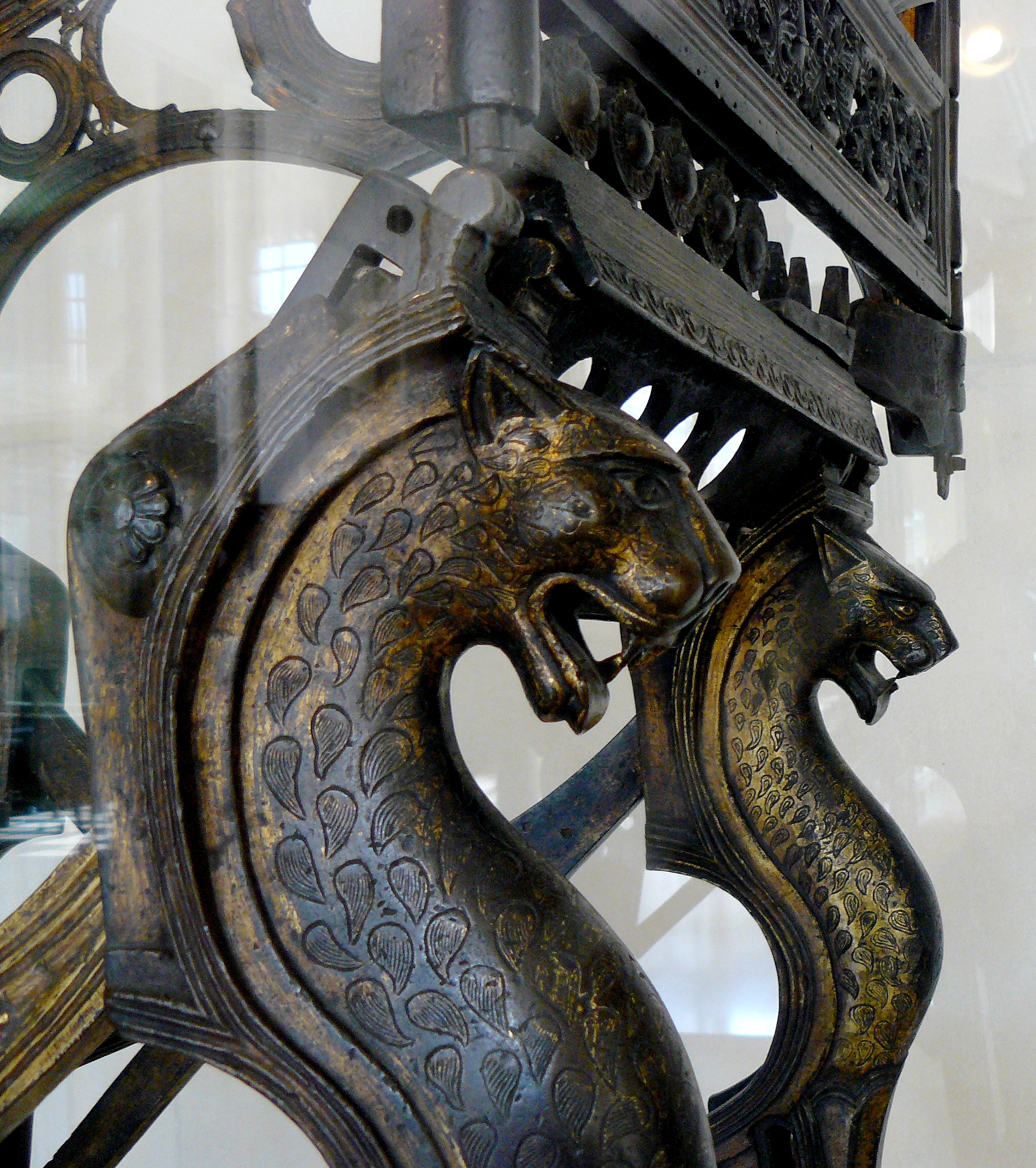
Détail des protomés de panthère.

Le trône est répertorié par Suger, qui était l'abbé de la basilique Saint-Denis, dans l'inventaire du trésor de Saint-Denis au milieu du XIIe siècle. Il en parle dans son ouvrage De Administrationne et déclare l'avoir fait restaurer, car il le retrouve bien délabré : parce que « sur ce siège, les rois avaient la coutume de s'asseoir pour recevoir l'hommage des grands de leur royaume », pratique probablement à l'origine des expressions « asseoir son pouvoir », « asseoir son autorité ».
Dès 1076-1080, des rois capétiens sont représentés sur leur sceau assis en majesté sur un siège similaire.
En 1625, l'abbé Dom Doublet signale que le prêtre célébrant la messe au grand autel de la basilique Saint-Denis s'y asseyait[réf. nécessaire].
En 1791, le trône est transféré, avec 13 autres objets du trésor considérés comme Monuments des Arts et des Sciences, à la Bibliothèque royale.
Ce siège, considéré comme une regalia, garde une haute valeur symbolique, différents souverains l'utilisant afin de rattacher leur légitimité à celle de la plus ancienne des « races » royales françaises. La dernière utilisation de ce meuble vieux et fragile est faite par Napoléon Ier lors de la distribution des premières Légions d'honneur au camp de Boulogne le 6 août 1804 ; la légende veut qu'il l'ait cassé en s'asseyant dessus.
Une copie, réalisée en fonte de fer dorée d'après moulage au début du XIXe siècle, est encore visible dans la basilique Saint-Denis. Ayant la fonction de trône épiscopal, cette copie est classée monument historique au titre d'objet depuis 1999.

## Description et datation du trône dit de Dagobert
Le trône est constitué de différentes parties d'époques variables :
- Le siège pliant, partie inférieure du trône, en constitue la structure d'origine. Ce mobilier pliant est adapté aux habitudes itinérantes des seigneurs dues aux luttes féodales. Il se présente sous la forme d'un siège pliable copiant les modèles antiques, avec quatre montants ornés de protomés de panthère (dont celui à l'arrière droit a été refait ultérieurement)[8]. L'assise était formée de larges bandes de cuir. Le piètement curule rappelle la chaise symbole du pouvoir en Rome antique. Le siège pliant est difficile à dater précisément, deux options sont possibles, soit l'époque mérovingienne, notamment en raison de l'abbé Suger qui, au XIIe siècle, l'attribuait à  Dagobert Ier (629-639) et à son orfèvre saint Éloi[9], soit à la « renaissance carolingienne », en confrontant le trône avec des enluminures carolingiennes, qui représentent des trônes à protomés de fauves semblables à celui dit de Dagobert, tel que l'enluminure représentant l’empereur Lothaire dans le psautier de Londres.

- Un dossier ajouré et deux accoudoirs en bronze à décors de rinceaux ont été ajoutés, la comparaison stylistique de ces éléments avec les créations artistiques carolingiennes tend à démontrer que ces éléments dateraient du IXe siècle[10].

L'abbé Suger informe avoir restauré le siège, il faut vraisemblablement lui imputer le blocage du système de pliage, de la jambe arrière droite des têtes sur le dossier et certains croisillons.

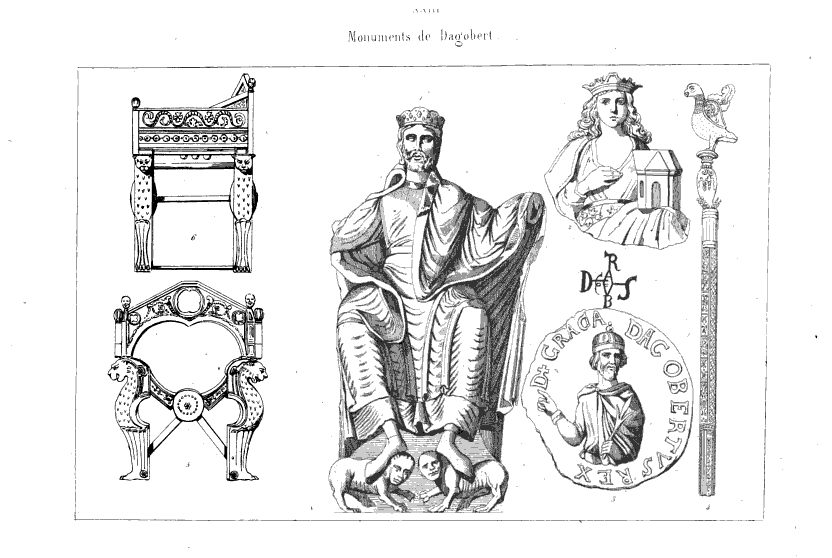
Planche XXIII (« Monuments de Dagobert ») de l'ouvrage France historique et monumentale d'Abel Hugo (1837).
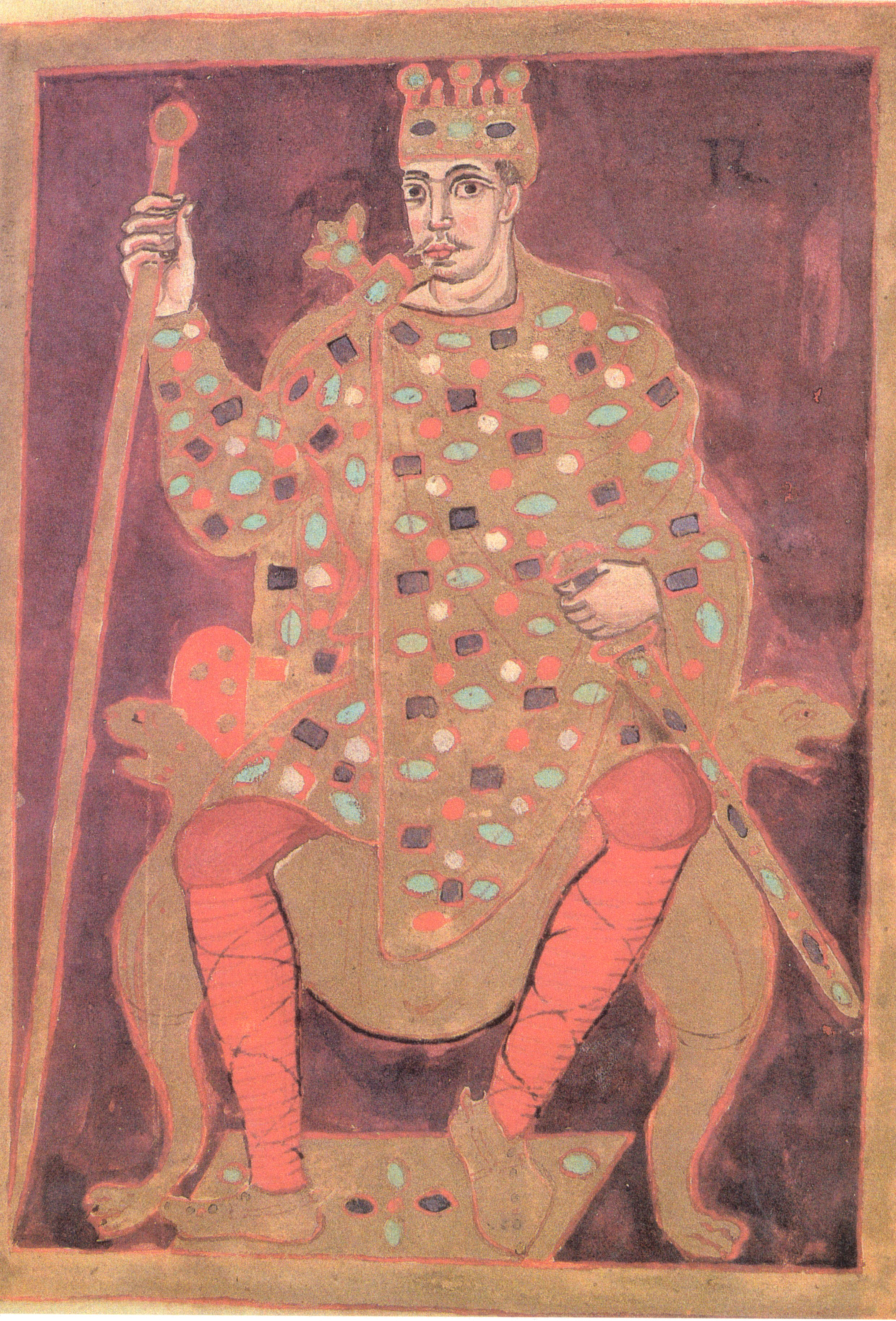
Lothaire Ier sur un siège qui pourrait être le trône de Dagobert, IXe siècle, British Library, Londres.